# 櫻井武雄 (男爵)
櫻井 武雄（桜井、さくらい たけお、1887年（明治20年）9月27日 - 1972年（昭和47年）4月20日）は、日本の海軍軍人（機関科）、政治家、華族。最終階級は海軍大佐。貴族院男爵議員。

## 経歴
東京府で化学者・櫻井錠二の三男として生まれる。父の死去に伴い、1939年（昭和14年）3月15日に男爵を襲爵した。
1910年（明治43年）11月24日、海軍機関学校（19期）を卒業し、1911年（明治44年）12月1日、海軍機関少尉に任官した。肥前分隊長、横須賀海兵団分隊長、海軍機関学校教官、海軍砲術学校教官、八雲機関長、衣笠機関長などを歴任。海軍大佐に進み、1932年（昭和7年）予備役に編入された。
1944年（昭和19年）3月30日、貴族院男爵議員補欠選挙で当選し、公正会に所属して活動し、1946年（昭和21年）3月4日に辞職した。その他、三菱石油川崎製油所機械課長、理研工業顧問、帝国光学工業相談役、中央理化工業相談役、高津航空工業専務などを務めた。

## 栄典
- 1916年（大正5年）12月28日 - 正七位[8]
- 1927年（昭和2年）3月1日 - 正六位[9]

## 親族
- 妻 櫻井房（ふさ、野口孫市長女）[1]